# Glosa (poema)
Glosa é uma forma de poema utilizada que foi primeiramente registada em Português no "Cancioneiro Geral" de Garcia Resende (1536) que colecionou 880 poemas. Um dos formatos é a cantiga, com um mote de quatro ou cinco versos e uma glosa de oito ou dez.  Composição poética de origem peninsular, constituída por uma estrofe inicial, onde é apresentado o tema (mote), seguida por tantas estrofes quantos os versos apresentados na estrofe inicial e devendo ser estes incluídos sucessivamente, um a um, no final de cada estrofe, para desenvolvimento do tema da composição, que é sobretudo amoroso.
Lembra-se que o termo glosa é sinónimo de volta e que este possui três aceções diferentes: ora de composição poética; ora de verso, que se repete no final das estrofes que glosam o mote; ora, já numa extensão de sentido, de estrofes, que desenvolvem o tema do mote nas cantigas e nos vilancetes.
A glosa tem grande representatividade, a partir do século XV, nos cancioneiros hispânico e português, dos quais se destaca o Cancioneiro Geral (1516) de Garcia de Resende, sendo sobretudo desenvolvida por poetas palacianos.
Também pode ser referência a uma forma usada pelos poetas do Nordeste do Brasil, principalmente os cantadores, em forma de uma ou mais décimas (estrofe de 10 versos) que respondem a um desafio, expresso em forma de mote.
O mote é, geralmente, um dístico, ou seja, composto por dois versos. 

## Formas de apresentação
Os versos do mote se apresentam na glosa principalmente nas formas seguintes:

### Mote no final da estrofe
Os dois versos aparecem no fim da estrofe, compondo a rima, que, na maioria das vezes, segue o esquema ABBAACCDDC.
Mote
"Devagar, como fogo de monturo,
a saudade invadiu meu coração".
Glosa
Na fazenda, nasci e me criei,
peraltava e fazia escaramuça,
morcegava, no campo, a besta ruça,
jararaca até mesmo já matei.
Não me lembro da vez em que acordei
assombrado com tiros de trovão,
pinotava da rede para o chão
e saía correndo pelo escuro.
Devagar, como fogo de monturo,
a saudade invadiu meu coração".
(Carlos Severiano Cavalcanti)

### Mote em versos separados
Um verso do mote aparece como quarto verso da glosa, e o outro verso na última posição. O esquema rímico é semelhante.
Mote
"Por esses caminhos venho
pedaços de mim deixando".
(mote de Marcelo Marques)
Glosa
Nem juntos arte e engenho
de Camões podem cantar
como em vão a tropeçar
por esses caminhos venho.
O amor para mim é lenho
que em meio aos lobos em bando,
aos trancos vou carregando
e a cada mulher que passa
sou tragado na fumaça,
pedaços de mim deixando
("Aos trancos e barrancos" - Zé Barreto)

### Mote migrante
No início do século XXI, o poeta Paulo Camelo apresentou uma variação em glosa que ele denominou Glosa com mote migrante, um poema com mais de uma estrofe (de duas a cinco), onde o mote, em dístico, aparece em posições diferentes, ascendendo nas estrofes das últimas para as primeiras posições. No entanto, a migração, de forma mais rara, pode não seguir esse sentido, com os versos do mote aparecendo em posições diversas em cada estrofe.
Mote
- "Eu deixei minha rede lá na sala
e parti com vontade de voltar."
(Mote de Carlos Severiano Cavalcanti)

Glosa
Velha rede